# Porothamnium serricola
Porothamnium serricola är en bladmossart som beskrevs av Fleischer in Brotherus 1925. Porothamnium serricola ingår i släktet Porothamnium och familjen Neckeraceae. Inga underarter finns listade i Catalogue of Life.